# 小山市まちの駅

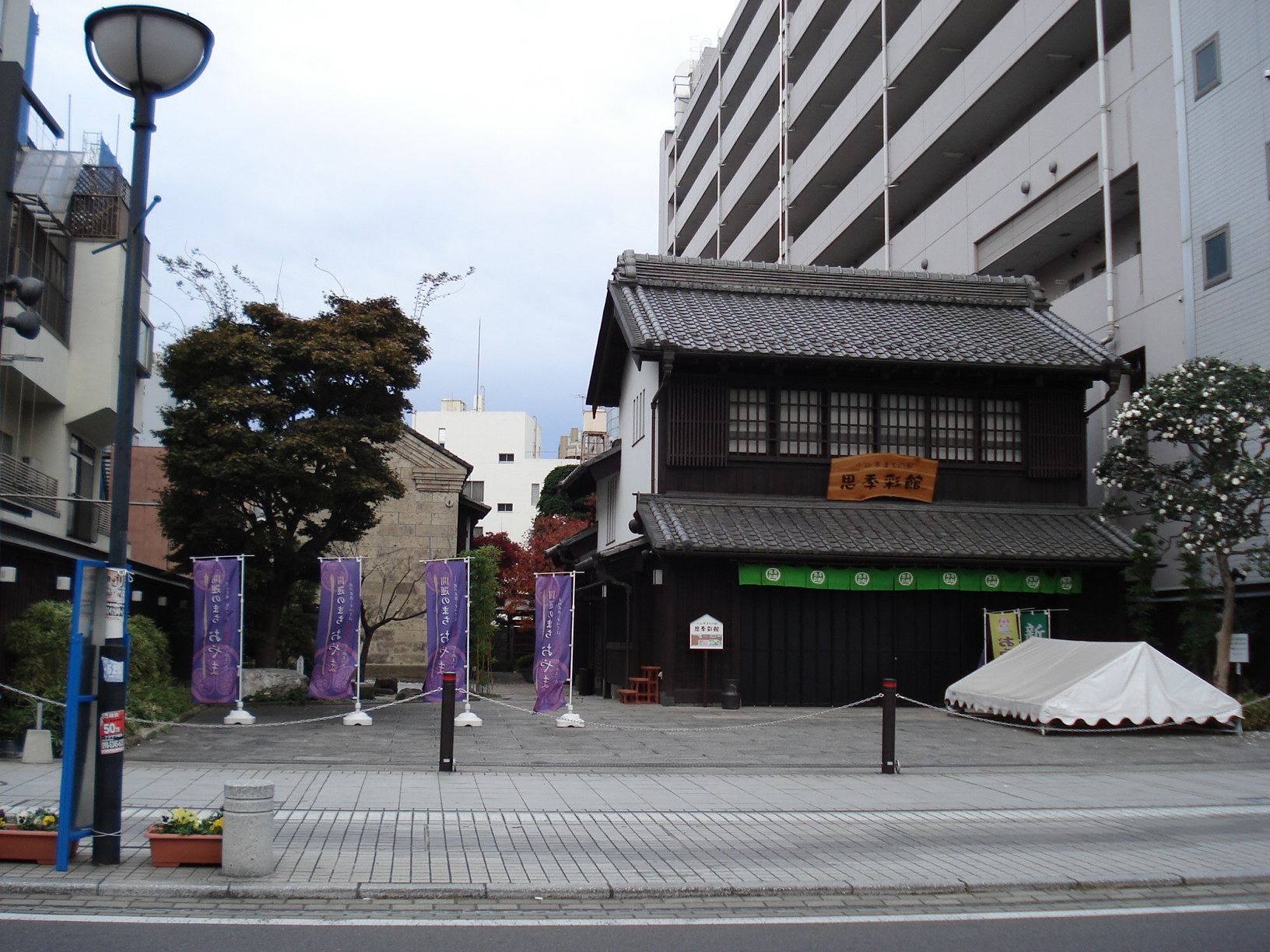
県道側から見た小山市まちの駅

小山市まちの駅（おやましまちのえき）は、栃木県小山市中央町にある、小山ブランド・観光交流センターとしての情報発信、地域や地元商店会等の活動拠点として作られたまちの駅。2007年3月24日にオープン。旧八百忠跡の敷地及び商家風建物、石蔵を借上げて作られた。

## 目的
- トイレ・休憩施設などを整備し、歴史的資料の展示施設、小山ブランド・観光交流センターとしての情報発信施設。
- 地域や地元商店会等の活動拠点。
- 深井戸のおいしい水を生かしたコンセプトづくり。
- 中心市街地の活性化の推進。

## 小山市まちの駅の商店
- 八百忠
  - 栃木県小山市に存在した漬け物、乾物、結納品等を販売していた商店。現在は小山市が旧八百忠本店の敷地および建造物を借り上げ、小山市まちの駅として整備されている。